# Jan Meuwese
Johannes Petrus Maria (Jan) Meuwese (Den Bosch, 20 augustus 1913 – Hilvarenbeek, 1 december 1975) was een Nederlands politicus van de KVP.
Hij werd geboren als zoon van Leonardus Cornelis Petrus Maria Meuwese (1878-1962) en Cornelia Arnoldina Maria Asselbergs (1875-1957). Hij is als ambtenaar werkzaam geweest bij de gemeenten Heusden, Geffen, Beers, Maarheeze en Eindhoven. In maart 1945 werd Meuwese waarnemend burgemeester van Udenhout en op 22 juni 1946 volgde zijn benoeming tot burgemeester van Hilvarenbeek. Tijdens dat burgemeesterschap overleed hij eind 1975 op 62-jarige leeftijd.